# ألان بين
ألان بين (بالإنجليزية: Alan Bean)‏ هو أحد رواد الفضاء الأمريكيين لذين هبطوا على القمر خلال رحلات برنامج أبولو. ولد في 15 مارس 1932 وهو رابع رائد فضاء يمشي على سطح القمر حيث قام برحلة أبولو 12. وكان ذلك وعمره 36 عاما في نوفمبر 1969.

## بداية حياته العملية
بعد أن أنهى ألان بين المدرسة الثانوية في مدينة فورث ورث ب تكساس درس هندسة الطيران في جامعة تكساس وحصل على شهادتها عام 1955. والتحق في نفس السنة بالكلية البحرية الأمريكية وحصل على إجازة الطيران والتحق بقوات الدفاع الجوي في القاعدة الجوية جاكسونفيل بفلوريدا. وبعد خدمة 4 سنوات قيد نفسه في مدرسة طياري اختبار تابعة للبحرية الأمريكية وعمل بعد ذلك في اختبار الطائرات الجديدة لمعرفة مدى إمكانياتها على المناورة والتحمل، وإدخال تعديلات عليها بالتعاون مع المصممين.

## التحاقه بناسا
تقدم بين للالتحاق بناسا NASA عندما طلبت مجموعة ثانية من رواد الفضاء، ولكنه لم يقبل في مرة ترشيحه الأولى.
ثم أعاد الترشيح وقـُبل بتاريخ 17 أكتوبر 1963 مع 13 من المرشحين الآخرين وقدمتهم ناسا إلى الجمهور كرواد فضاء جدد.

### مشروع جيميني
في فبراير 1965 توكل ألان بين بنظام استعادة المركبات الفضائية من البحر في إطار بروجرام جيميني Gemini. وفي يسمبر 1965 بدأ يعمل في برنامج على جيميني 7 وجيميني 6 كخبير اتصال في مركز كينيدي للفضاء.
وحدث أن اثنين من زملائه لقيا حتفهم، مما ساعد بين على التقدم في ناسا. وكان من المفروض أن يقوم زميلاه برحلة جيميني 9 فلما لقي حتفهما في حادث طائرة، عين بين أن يكون قائدا احطياطيا لرحلة جيميني 10. ورغم عدم قيامه حتي ذلك الوقت الطيران إلى الفضاء فقد كان أول الدفعة الثالثة من رواد الفضاء الذي يختار كقائد لطاقم من رواد الفضاء.
وعمل كخبير اتصال بالنسبة لرحلة جيميني 11 عام 1966، وفي هذه المرة كان مكان عمله في مركز القيادة بهيوستن.

### برنامج أبولو

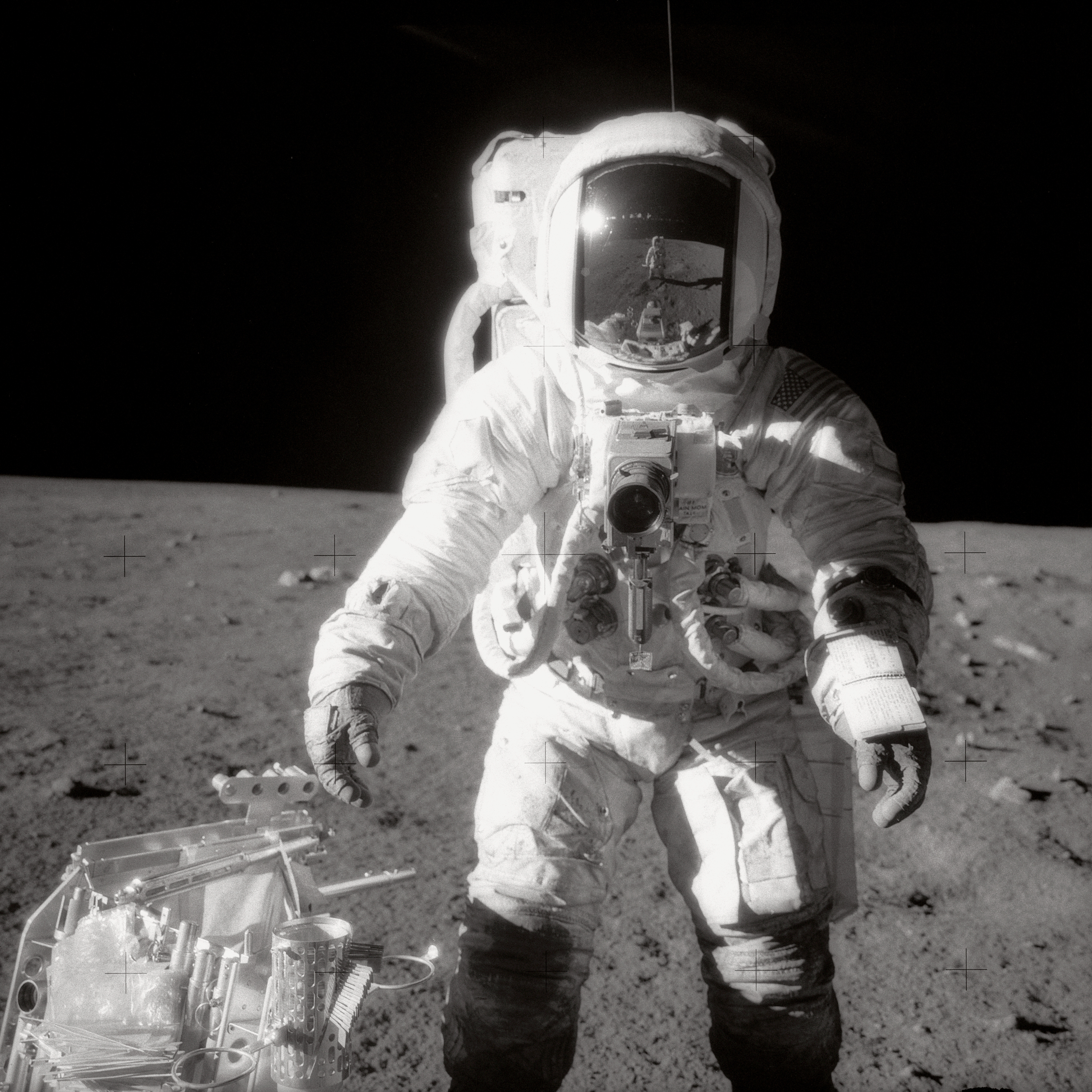
ألان بية على سطح القمر.

كان رائد الفضاء كليفتون وليامز معينا قبطانا احطياطيا للمركبة القمرية خلال رحلة أبولو الثانية، ولكنه توفي في حادث طائرة في 5 أكتوبر 1967. وبناء على ذلك، عضد قائد تلك الرحلة شالز كونراد اختيار ألان بين ليحل مكان وليامز. وبذلك أصبح بين قبطانا إحطياطيا للمركبة القمرية Lunar Module.
وكانت هذه الحادثة خلال رحلة أبولو 8، ووفقا لنظام الدوريات الذي وضعته ناسا لاختيار طواقم الرحلات، كان الأمل كبير لكونراد وريشارد جوردن وألان بين لأن يكونوا الطاقم لرحلة أبولو 11 للهبوط على القمر. وحدث أن غيرت ناسا تتابع اختبارات المركبات الفضائية أصبح تجريب المركبة القمرية خلال أبولو 9 والتي تمت بعد ذلك في جو الأرض. وبعد نجاحها في مارس 1969، عين كونراد وجوردن وبين في 19 أبريل 1969 ليكونوا الطاقم لرحلة أبولو 12 عام 1969. وكان بين حتي ذلك الوقت رائد الفضاء الوحيد من المجموعة الثالثة الذي لم يقم برحلات إلى الفضاء، ولكنه كان مداوما على التدريب على قيادة المركبة القمرية على نظام المحاكاة حتي أتقنه تماما.
وعند إقلاع أبولو 12 ضري عاصفة برقية الصاروخ ساتورن 5 أدي إلى توقف جميع أجهزة التوجيه، فلما علمت هيوستن ذلك، توكل أحد المهندسين الشبان دراسة هذا العطل وتوصل سريعا إلى طريقة إصلاحه. وقام على الفور عن طريق أخصائي الاتصال CapCom بهيوستن على إرسال التعليمة : "SCE to AUX" إلى طاقم أبولو 12 فلم يفهمها إلا ألان بين. وعلى الفور شغل بين جهاز تجهيز الإحاثيات SCE على وضع العمل الاضطراري (AUX) فعاد جهاز تحديد الإحداثيات إلى العمل ثانيا، وكان ذلك ضمانا لاستمرار رحلة أبولو 12.
في 12 نوفمبر 1969 كان ألان بين رابع إنسان يمشي على القمر. وقام بإنشاء بطارية تعمل بالنظائر المشعة لمد عدة تجارب بالتيار الكهربائي. وقضى على سطح القمر 7 ساعات و45 دقيقة يعمل خارج المركبة القمرية أنتربيد Intrepid في جمع العينات من الصخور القمرية للعودة بها إلى الأرض من أجل دراستها في المختبرات.

## نشاطه خارج ناسا
غادر بين القوات البحرية الأمريكية في أكتوبر 1975 وبقي في صف رواد الفضاء. وفي 26 فبراير 1981 غادر بين ناسا أيضا من أخل أن يتفرغ للعمل فنانا للرسم. وكان ألان بين يستغل كل وقت يسمح به عمله كطيار لدي البحرية الأمريكية في أخد دروس في الرسم فهي كانت هوايتة المفضلة. وبعد مغادرته ناسا تفرغ للرسم. وتتميز أعماله رسم أنطباعاته التي اكتسبها خلال رحلاته الفضائية وهبوطه على القمر، ويمكن مشاهة تلك اللوحات في الإنترنت.

## اقرأ أيضًا
- نيل أرمسترونج
- بز ألدرن
- مايكل كولينز (رائد فضاء)
- جوردن كوبر
- شارلز كونراد
- جون يونغ
- كين ماتينجلي
- شالز ديوك
- لويس فريدمان
- أبولو 8
- أبولو 10

## وصلات خارجية
- ألان بين على موقع IMDb (الإنجليزية)
- ألان بين على موقع الموسوعة البريطانية (الإنجليزية)
- ألان بين على موقع مونزينجر (الألمانية)
- ألان بين على موقع إن إن دي بي (الإنجليزية)
- ألان بين على موقع قاعدة بيانات الفيلم (الإنجليزية)
- Alan Bean Online Gallery - An authorized gallery of all his paintings
- Alan Bean Astronaut Bio - NASA's biography of Bean
- Official publisher website for Homesteading Space